# Dnešický potok
Der Dnešický potok (deutsch Kastelbach, abschnittsweise auch Tschernotiner Bach bzw. Dneschitzer Bach) ist ein rechter Zufluss der Radbuza in Tschechien.

## Verlauf
Der Dnešický potok entspringt westlich von Soběkury in der Merklínská pahorkatina (Merkliner Hügelland). Seine Quelle befindet sich in einem Sumpfgebiet am nördlichen Fuße der Paní hora (484 m n.m.) bzw. südwestlich des Holý vrch (467 m n.m.) im Přestavlcký les (Przestawlker Wald). An seinem nach Osten führenden Oberlauf wird der Bach in zwei Teichen gestaut und fließt dann durch Soběkury. Sein weiterer Lauf führt mit nordöstlicher Richtung vorbei an Oplot. An der Einmündung des Oplotský potok wendet sich der Dnešický potok nach Norden und fließt vorbei an Přestavlky nach Dnešice. Dort nimmt der Bach am Fuße der Hůrka (425 m n.m.) nordwestliche Richtung und fließt vorbei an der ehemaligen Dnešický Mlýn (Dneschitzer Mühle), an der sich heute das Westernstädtchen Halter Valley befindet, nach Černotín. Anschließend fließt der Dnešický potok am östlichen Fuße des Křížový vrch vorbei wieder nach Norden. Der Unterlauf des Baches führt durch Bayerův Důl und Vstiš. Nach 13,8 Kilometern mündet der Dnešický potok nordwestlich von Vstiš in der Plzeňská kotlina (Pilsener Becken) in die Radbuza.

## Zuflüsse
- Oplotský potok (r), bei Oplot
- Lažanský potok (l), bei Přestavlky
- Suchanovský potok (r), unterhalb Dnešice

## Durchflossene Teiche
- Zadní rybník, oberhalb Soběkury
- Přední rybník, oberhalb Soběkury
- Nový vstišský rybník, unterhalb Černotín
- Kastelský rybník (Kastelteich), bei Bayerův Důl